# لاري ستيوارت (منافس ألعاب قوى)
لاري ستيوارت (بالإنجليزية: Larry Stuart)‏ هو منافس ألعاب قوى أمريكي، ولد في 19 أكتوبر 1937، وتوفي في 6 يونيو 2015 بسبب سرطان.